# Mizhhirya (huyện)
Huyện Mizhhirya (tiếng Ukraina: Міжгірський район, chuyển tự: Mizhhiryas'kyi raion) là một huyện của tỉnh Zakarpattia thuộc Ukraina. Huyện Mizhhirya có diện tích 1163 km², dân số theo điều tra dân số ngày 5 tháng 12 năm 2001 là 50057 người với mật độ 43 người/km2. Trung tâm huyện nằm ở Mizhhirya.